# لاوری (کارولینای جنوبی)
لاوری(به انگلیسی: Lowrys) شهری در ایالت کارولینای جنوبی کشور ایالات متحده آمریکا است که جمعیت آن در سرشماری سال ۲۰۱۰ میلادی، ۲۰۰ نفر بوده‌است.